# Per Larsson i Viggetorp
Per Larsson i riksdagen kallad Larsson i Viggetorp), född 13 april 1825 i Frykeruds församling, Värmlands län, död 13 september 1907 i Lungsunds församling, Värmlands län, var en svensk arrendator och riksdagspolitiker.
Larsson var arrendator på gården Viggetorp i Lungsunds socken. Han var som riksdagsman ledamot av riksdagens andra kammare vid höstriksdagen 1887, invald i Färnebo härads valkrets.